# Sobór św. Michała Archanioła w Sitce

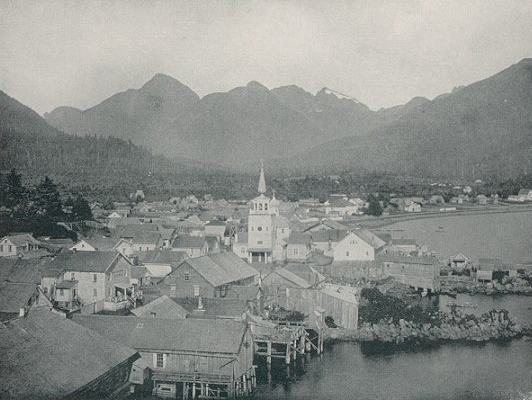
Widok ogólny miasta Sitka i soboru na fotografii z 1891

Wnętrze

Sobór św. Michała Archanioła – prawosławny sobór w Sitce, wzniesiony w latach 1844–1848, odbudowany w 1966 po pożarze. Położony przy skrzyżowany ulic Matsutoff i Lincoln. Znajduje się w rejestrze National Historic Landmark i National Register of Historic Places.

## Historia
Sobór w Sitce jest najstarszym zachowanym budynkiem sakralnym powstałym w okresie rosyjskiej kolonizacji Alaski. Projekt budynku wykonał pierwszy prawosławny biskup Alaski Innocenty (Weniaminow). Cerkiew została poświęcona 20 listopada 1848 jako sobór eparchii obejmującej Alaskę oraz Aleuty. Od początku swojego istnienia budynek oprócz funkcji sakralnych pełnił również funkcję ośrodka kultury, do 1858 istniało przy nim seminarium duchowne, którego celem miało być kształcenie kapłanów prawosławnych pochodzących z obszaru Alaski. Oprócz seminarium przy soborze powołano świecką szkołę podstawową i gimnazjum, które działały do 1906.
Cerkiew straciła status soboru po przeniesieniu centrum eparchii aleuckiej do San Francisco, jednak od 1903 odzyskała go, otrzymując status katedry pomocniczej. Głównym źródłem utrzymania soboru były datki ofiarodawców, do których należała rodzina carska oraz szereg przedstawicieli najważniejszych rosyjskich rodzin arystokratycznych. Przekazywali oni również ikony dla soboru. Od 1962 sobór posiada status zabytku.
Oryginalny budynek cerkwi spłonął całkowicie w 1966, obecna budowla jest staranną rekonstrukcją soboru wykonaną według planów przechowywanych przez Historic American Buildings Survey. Sobór wzniesiono jednak nie z pierwotnych materiałów (głównie drewno), a z nowoczesnych, odpornych na ogień surowców, w tym betonu i stali, naśladując jedynie oryginalną fakturę ścian. Mieszkańcy Sitki uratowali jedynie część oryginalnego wyposażenia wnętrza, w tym część ikonostasu z królewskimi wrotami. Odbudowany obiekt został ponownie poświęcony w 1976.
W soborze znajduje się cudowna ikona typu Kazańskiej Ikony Matki Bożej.

## Architektura
Sobór wzniesiony jest na planie krzyża greckiego, naśladuje cerkwie wznoszone w Sankt-Petersburgu. Wejście do niego prowadzi przez przedsionek, ponad którym wznosi się dzwonnica z iglicą zwieńczoną prawosławnym złoconym krzyżem. Iglica zlokalizowana jest na ośmiobocznej podstawie otoczonej balkonem, poniżej wieża wzniesiona jest na planie kwadratu. Nad nawą położona jest kopuła, na której, na ośmiobocznym bębnie z kwadratowymi oknami, usytuowana jest druga, cebulasta kopuła. Łączna długość budynku wynosi 29,5 metra, szerokość – 20,4, natomiast wysokość jego najwyższego elementu – dzwonnicy – to 12 metrów.
We wnętrzu znajdują się trzy ołtarze – św. Michała Archanioła, Kazańskiej Ikony Matki Bożej oraz św. Innocentego Moskiewskiego (od 1978). Ikonostas jest kompilacją elementów uratowanych z pożaru w 1966 (w tym carskich wrót) oraz nowszych.